# Pandemia de COVID-19 en Wisconsin
El primer caso de la pandemia de enfermedad por coronavirus en Wisconsin inició el 5 de marzo de 2020. Hay 6.854 casos confirmados, 3.000 recuperados y 316 fallecidos.

## Cronología

### Marzo
El 5 de febrero de 2020, el primer caso apareció en Wisconsin. El paciente viajó recientemente a Pekín.
El 10 de marzo, la Universidad de Wisconsin–Milwaukee anunció que las clases comenzarían a trasladarse en línea después de que un empleado de la oficina de la fundación de la escuela fuera examinado por posible contagio de la COVID-19.
El 11 de marzo, la Universidad de Wisconsin-Green Bay anunció que las clases se trasladarán a "métodos de entrega alternativos" que entrarán en vigencia inmediatamente después de las vacaciones de primavera el 23 de marzo y continuarán hasta nuevo aviso. La Universidad de Wisconsin-Madison anunció una suspensión de todas las clases en persona del 23 de marzo al 10 de abril.
El 13 de marzo, el gobernador Tony Evers ordenó el cierre de todas las escuelas (públicas y privadas) del estado antes del 18 de marzo, sin posibilidad de reapertura hasta el 6 de abril a más tardar.
El 16 de marzo, la Arquidiócesis de Milwaukee suspendió todas las misas del 18 de marzo al 3 de abril. Además, las escuelas católicas suspenderían la instrucción en persona. El Arzobispo Jerome Listecki luego extendió la suspensión a la Semana Santa, incluida la misa de Pascua, eligiendo transmitir en vivo todas esas ceremonias desde una Catedral de San Juan Evangelista vacía (la arquidiócesis luego pagó por el tiempo en WVTV y WISN-TV para transmitir por televisión tanto el Viernes Santo como las Misas de Pascua viven en todo el mercado de Milwaukee).
El 17 de marzo, la transmisión comunitaria, también conocida como propagación comunitaria, se anunció en el condado de Dane.

## Respuestas gubernamentales
El 12 de marzo, el gobernador Tony Evers declaró el estado de emergencia. Al día siguiente, ordenó el cierre de todas las escuelas públicas y privadas K-12 en el estado hasta al menos el 5 de abril. La mayoría de las escuelas del Sistema de la Universidad de Wisconsin, incluidas Madison y Stout, han cancelado todas las clases presenciales hasta principios de abril.
El 16 de marzo, Evers anunció restricciones en el número de personas que podrían estar presentes en las instalaciones de cuidado infantil, limitándolo a 10 empleados y 50 niños al mismo tiempo.
El 17 de marzo, el gobernador anunció una prohibición estatal de todas las reuniones con más de 10 personas.
El 23 de marzo, Evers anunció el cierre de todos los negocios no esenciales que se firmarán el martes 24 de marzo e instó a los ciudadanos a quedarse en casa para reducir la propagación de COVID-19.

### En el deporte
La mayoría de los equipos deportivos del estado se vieron afectados. Varias ligas comenzaron a posponer o suspender sus temporadas a partir del 12 de marzo. Major League Baseball canceló el resto del entrenamiento de primavera en esa fecha, y el 16 de marzo, anunciaron que la temporada se pospondrá indefinidamente, después de las recomendaciones de los CDC para restringir los eventos de más de 50 personas durante las próximas ocho semanas, afectando a los Cerveceros de Milwaukee. También el 12 de marzo, la Asociación Nacional de Baloncesto anunció que la temporada se suspendería por 30 días, lo que afectaría a los Milwaukee Bucks.
En los deportes universitarios, la National Collegiate Athletic Association canceló todos los torneos de invierno y primavera, especialmente los torneos de baloncesto de hombres y mujeres de la División I, afectando a colegios y universidades de todo el estado. El 16 de marzo, la Asociación Atlética Nacional de Junior College también canceló el resto de las temporadas de invierno, así como las temporadas de primavera.

### En los negocios
Después de que se anunció que el gobernador Evers extendería la orden ejecutiva 'Más seguro en casa' hasta el 26 de mayo, la Tavern League of Wisconsin respondió expresando su preocupación por el efecto devastador en la industria hotelera afectada negativamente por la orden. El director ejecutivo de la organización, Pete Madland, solicitó una "apertura suave" a partir del 1 de mayo con precauciones utilizadas en lo que respecta a limitar la propagación de la enfermedad. La preocupación es que el pedido original ya ha tenido efectos adversos en la industria y que otra extensión podría causar que muchas de las empresas de la industria no sobrevivan.

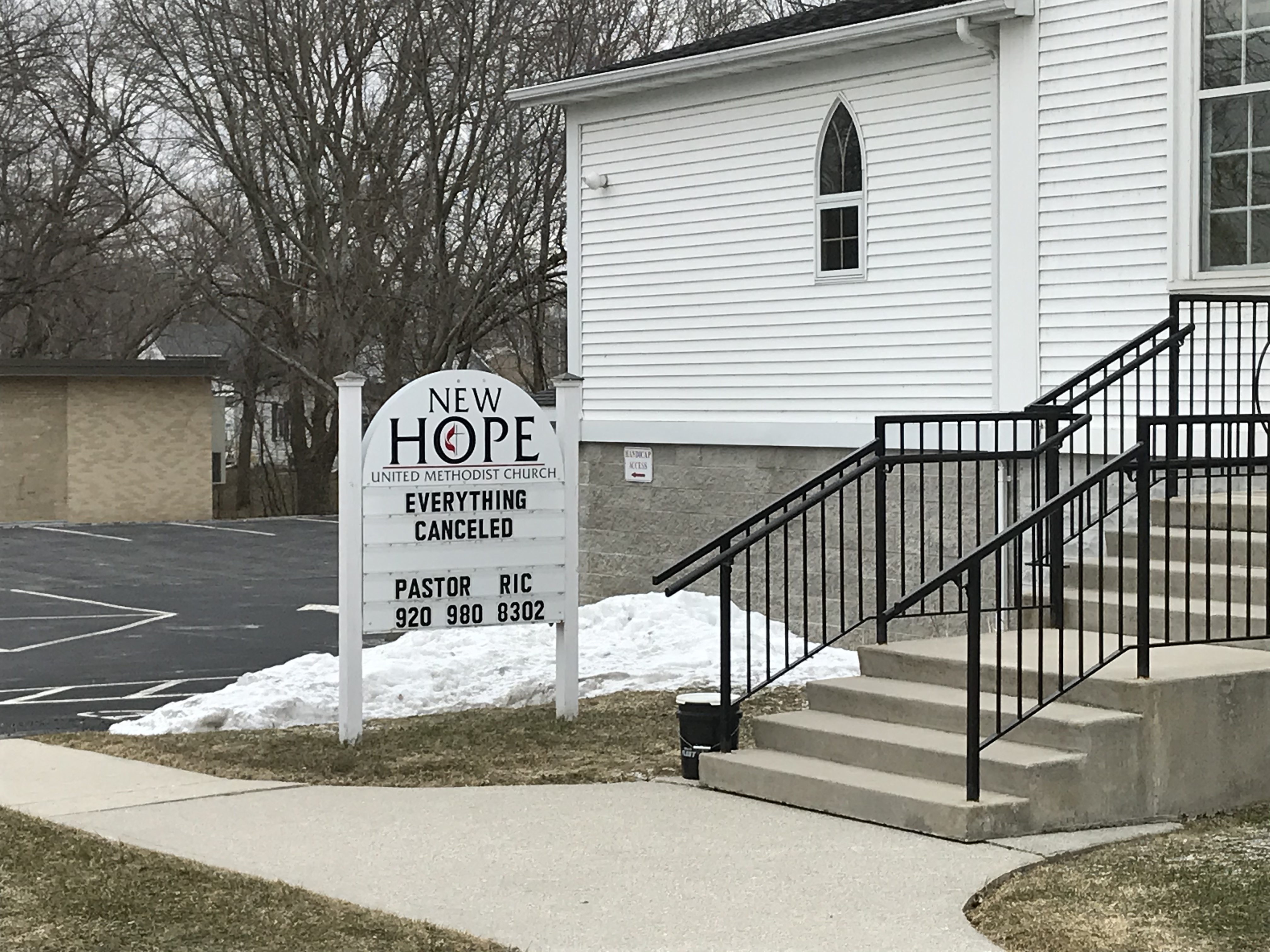
Un letrero afuera de una iglesia en Greenbush indica el cierre de la iglesia durante la pandemia.
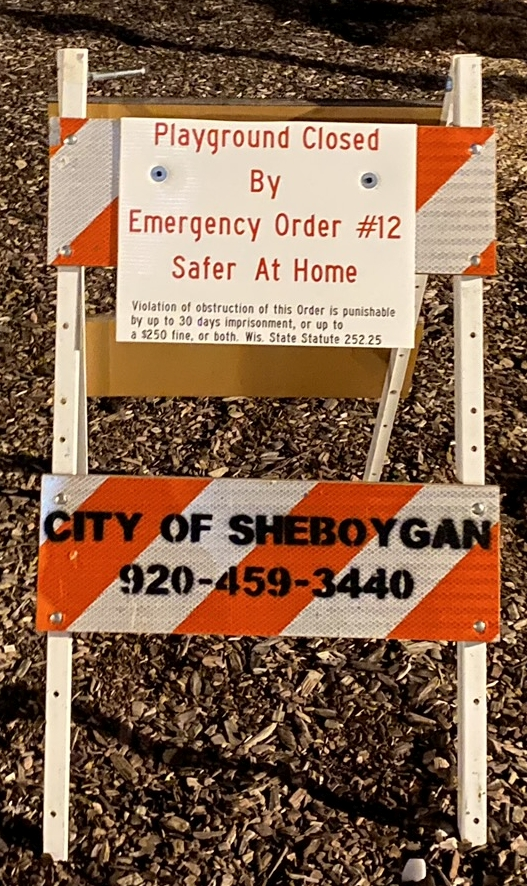
Un letrero en una barricada de tráfico frente a un patio de recreo en Sheboygan notifica al público que el equipo está cerrado debido a la orden de permanencia en el hogar de Evers, y de las consecuencias por violarlo.
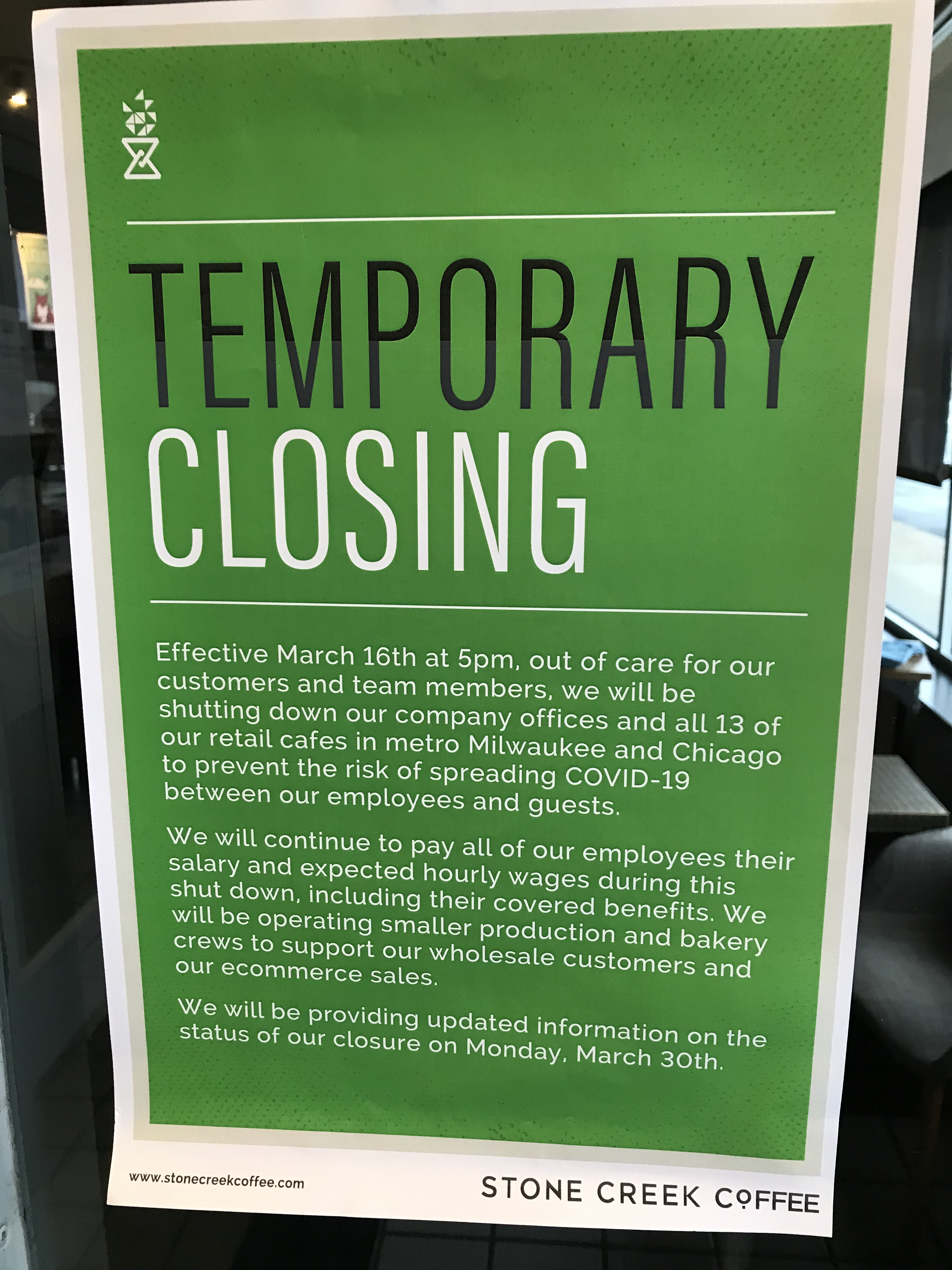
Un letrero de una cadena de cafetería en Oconomowoc indica que el negocio ha cerrado, que sus operaciones de fabricación no se verán afectadas y que los empleados seguirán siendo remunerados (la fecha de cierre del se ha extendido hasta el final de la orden de inmovilización).